# Lista amerykańskich senatorów Stanów Zjednoczonych ze stanu Dakota Południowa
Lista senatorów Stanów Zjednoczonych ze stanu Dakota Południowa – senatorzy wybrani ze stanu Dakota Południowa.
Stan Dakota Południowa został włączony do Unii 2 listopada 1889 roku. Posiada prawo do mandatów senatorskich 2. i 3. klasy. Do 8 kwietnia 1913 roku (ratyfikowania 17. poprawki do Konstytucji) senatorowie byli wybierani przez stanowy parlament. Od tego czasu wybierani są w wyborach powszechnych.

## 2. klasa
| Lp.   | Imię i nazwisko      | Imię i nazwisko | Od                  | Do                  | Partia               | Kadencja                                           | Uwagi |
| ----- | -------------------- | --------------- | ------------------- | ------------------- | -------------------- | -------------------------------------------------- | --- |
| 1     | Richard F. Pettigrew |                 | 2 listopada 1889    | 4 marca 1901        | Partia Republikańska | 1                                                  | Wybrany w 1889 |
| 1     | Richard F. Pettigrew | 2               | 2 listopada 1889    | 4 marca 1901        | Partia Republikańska | Reelekcja w 1894 Przegrał wybory w 1900            | |
| 2     | Robert J. Gamble     |                 | 4 marca 1901        | 4 marca 1913        | Partia Republikańska | 3                                                  | Wybrany w 1900 |
| 2     | Robert J. Gamble     | 4               | 4 marca 1901        | 4 marca 1913        | Partia Republikańska | Reelekcja w 1906 Przegrał wybory w 1912            | |
| 3     | Thomas Sterling      |                 | 4 marca 1913        | 4 marca 1925        | Partia Republikańska | 5                                                  | Wybrany w 1912 |
| 3     | Thomas Sterling      | 6               | 4 marca 1913        | 4 marca 1925        | Partia Republikańska | Reelekcja w 1918 Przegrał prawybory w 1924         | |
| 4     | William H. McMaster  |                 | 4 marca 1925        | 4 marca 1931        | Partia Republikańska | 7                                                  | Wybrany w 1924 Przegrał wybory w 1930                                                                                             |
| 5     | William J. Bulow     |                 | 4 marca 1931        | 4 marca 1943        | Partia Demokratyczna | 8                                                  | Wybrany w 1930 |
| 5     | William J. Bulow     | 9               | 4 marca 1931        | 4 marca 1943        | Partia Demokratyczna | Reelekcja w 1936 Przegrał prawybory w 1942         | |
| 6     | Harlan J. Bushfield  |                 | 4 marca 1943        | 27 września 1948    | Partia Republikańska | 10                                                 | Wybrany w 1942 Zmarł w trakcie sprawowania urzędu w 1948                                                                          |
| Wakat | Wakat                | Wakat           | 27 września 1948    | 6 października 1948 |                      | 10                                                 | |
| 7     | Vera C. Bushfield    |                 | 6 października 1948 | 26 grudnia 1948     | Partia Republikańska | 10                                                 | Mianowana do kontynuowania kadencji męża w 1948 Zrezygnowała przed końcem kadencji, by wybrany następca mógł szybciej objąć urząd |
| Wakat | Wakat                | Wakat           | 26 grudnia 1948     | 31 grudnia 1948     |                      | 10                                                 | |
| 8     | Karl E. Mundt        |                 | 31 grudnia 1948     | 3 stycznia 1973     | Partia Republikańska | 10                                                 | Mianowany do dokończenia kadencji, będąc już wcześniej wybrany na pełną, 6-letnią kadencję                                        |
| 8     | Karl E. Mundt        | 11              | 31 grudnia 1948     | 3 stycznia 1973     | Partia Republikańska | Wybrany w 1948                                     | |
| 8     | Karl E. Mundt        | 12              | 31 grudnia 1948     | 3 stycznia 1973     | Partia Republikańska | Reelekcja w 1954                                   | |
| 8     | Karl E. Mundt        | 13              | 31 grudnia 1948     | 3 stycznia 1973     | Partia Republikańska | Reelekcja w 1960                                   | |
| 8     | Karl E. Mundt        | 14              | 31 grudnia 1948     | 3 stycznia 1973     | Partia Republikańska | Reelekcja w 1966 Nie starał się o reelekcję w 1972 | |
| 9     | James Abourezk       |                 | 3 stycznia 1973     | 3 stycznia 1979     | Partia Demokratyczna | 15                                                 | Wybrany w 1972 Nie starał się o reelekcję w 1978                                                                                  |
| 10    | Larry Pressler       |                 | 3 stycznia 1979     | 3 stycznia 1997     | Partia Republikańska | 16                                                 | Wybrany w 1978 |
| 10    | Larry Pressler       | 17              | 3 stycznia 1979     | 3 stycznia 1997     | Partia Republikańska | Reelekcja w 1984                                   | |
| 10    | Larry Pressler       | 18              | 3 stycznia 1979     | 3 stycznia 1997     | Partia Republikańska | Reelekcja w 1990 Przegrał wybory w 1996            | |
| 11    | Tim Johnson          |                 | 3 stycznia 1997     | 3 stycznia 2015     | Partia Demokratyczna | 19                                                 | Wybrany w 1996 |
| 11    | Tim Johnson          | 20              | 3 stycznia 1997     | 3 stycznia 2015     | Partia Demokratyczna | Reelekcja w 2002                                   | |
| 11    | Tim Johnson          | 21              | 3 stycznia 1997     | 3 stycznia 2015     | Partia Demokratyczna | Reelekcja w 2008 Nie starał się o reelekcję w 2014 | |
| 12    | Mike Rounds          |                 | 3 stycznia 2015     | nadal               | Partia Republikańska | 22                                                 | Wybrany w 2014 |
| 12    | Mike Rounds          | 23              | 3 stycznia 2015     | nadal               | Partia Republikańska | Reelekcja w 2020                                   | |

## 3. klasa
| Lp.   | Imię i nazwisko      | Imię i nazwisko | Od               | Do               | Partia                                                                      | Kadencja                                                                            | Uwagi |
| ----- | -------------------- | --------------- | ---------------- | ---------------- | --------------------------------------------------------------------------- | ----------------------------------------------------------------------------------- | --- |
| 1     | Gideon C. Moody      |                 | 2 listopada 1889 | 4 marca 1891     | Partia Republikańska                                                        | 1                                                                                   | Wybrany w 1889 Przegrał wybory w 1890                                                                                    |
| 2     | James H. Kyle        |                 | 4 marca 1891     | 1 lipca 1901     | Partia Populistyczna (początkowo niezależny; pod koniec życia Republikanin) | 2                                                                                   | Wybrany w 1890 |
| 2     | James H. Kyle        | 3               | 4 marca 1891     | 1 lipca 1901     | Partia Populistyczna (początkowo niezależny; pod koniec życia Republikanin) | Reelekcja w 1896 Zmarł w trakcie sprawowania urzędu w 1901                          | |
| Wakat | Wakat                | Wakat           | 1 lipca 1901     | 11 lipca 1901    |                                                                             | 3                                                                                   | |
| 3     | Alfred B. Kittredge  |                 | 11 lipca 1901    | 4 marca 1909     | Partia Republikańska                                                        | 3                                                                                   | Mianowany do dokończenia kadencji w 1901                                                                                 |
| 3     | Alfred B. Kittredge  | 4               | 11 lipca 1901    | 4 marca 1909     | Partia Republikańska                                                        | Wybrany w 1902 Przegrał wybory w 1908                                               | |
| 4     | Coe I. Crawford      |                 | 4 marca 1909     | 4 marca 1915     | Partia Republikańska                                                        | 5                                                                                   | Wybrany w 1908 Przegrał prawybory w 1914                                                                                 |
| 5     | Edwin S. Johnson     |                 | 4 marca 1915     | 4 marca 1921     | Partia Demokratyczna                                                        | 6                                                                                   | Wybrany w 1914 Nie starał się o reelekcję w 1920                                                                         |
| 6     | Peter Norbeck        |                 | 4 marca 1921     | 20 grudnia 1936  | Partia Republikańska                                                        | 7                                                                                   | Wybrany w 1920 |
| 6     | Peter Norbeck        | 8               | 4 marca 1921     | 20 grudnia 1936  | Partia Republikańska                                                        | Reelekcja w 1926                                                                    | |
| 6     | Peter Norbeck        | 9               | 4 marca 1921     | 20 grudnia 1936  | Partia Republikańska                                                        | Reelekcja w 1932 Zmarł w trakcie sprawowania urzędu w 1936                          | |
| Wakat | Wakat                | Wakat           | 20 grudnia 1936  | 29 grudnia 1936  |                                                                             | 9                                                                                   | |
| 7     | Herbert E. Hitchcock |                 | 29 grudnia 1936  | 8 listopada 1938 | Partia Demokratyczna                                                        | 9                                                                                   | Mianowany do kontynuowania kadencji w 1936 Przegrał prawybory przed wyborami specjalnymi o dokończenie kadencji w 1938   |
| 8     | Gladys Pyle          |                 | 8 listopada 1938 | 3 stycznia 1939  | Partia Republikańska                                                        | 9                                                                                   | Wybrana w wyborach specjalnych do dokończenia kadencji w 1938 Nie starała się o wybór na pełną, 6-letnią kadencję w 1938 |
| 9     | John Chandler Gurney |                 | 3 stycznia 1939  | 3 stycznia 1951  | Partia Republikańska                                                        | 10                                                                                  | Wybrany w 1938 |
| 9     | John Chandler Gurney | 11              | 3 stycznia 1939  | 3 stycznia 1951  | Partia Republikańska                                                        | Reelekcja w 1944 Przegrał prawybory w 1950                                          | |
| 10    | Francis H. Case      |                 | 3 stycznia 1951  | 22 czerwca 1962  | Partia Republikańska                                                        | 12                                                                                  | Wybrany w 1950 |
| 10    | Francis H. Case      | 13              | 3 stycznia 1951  | 22 czerwca 1962  | Partia Republikańska                                                        | Reelekcja w 1956 Zmarł w trakcie sprawowania urzędu w 1962                          | |
| Wakat | Wakat                | Wakat           | 22 czerwca 1962  | 9 lipca 1962     |                                                                             | 13                                                                                  | |
| 11    | Joseph H. Bottum     |                 | 9 lipca 1962     | 3 stycznia 1963  | Partia Republikańska                                                        | 13                                                                                  | Mianowany do dokończenia kadencji w 1962 Przegrał wybory na pełną, 6-letnią kadencję w 1962                              |
| 12    | George McGovern      |                 | 3 stycznia 1963  | 3 stycznia 1981  | Partia Demokratyczna                                                        | 14                                                                                  | Wybrany w 1962 |
| 12    | George McGovern      | 15              | 3 stycznia 1963  | 3 stycznia 1981  | Partia Demokratyczna                                                        | Reelekcja w 1968 Kandydat Demokratów na urząd Prezydenta USA w wyborach w 1972 roku | |
| 12    | George McGovern      | 16              | 3 stycznia 1963  | 3 stycznia 1981  | Partia Demokratyczna                                                        | Reelekcja w 1974 Przegrał wybory w 1980                                             | |
| 13    | James Abdnor         |                 | 3 stycznia 1981  | 3 stycznia 1987  | Partia Republikańska                                                        | 17                                                                                  | Wybrany w 1980 Przegrał wybory w 1986                                                                                    |
| 14    | Tom Daschle          |                 | 3 stycznia 1987  | 3 stycznia 2005  | Partia Demokratyczna                                                        | 18                                                                                  | Wybrany w 1986 |
| 14    | Tom Daschle          | 19              | 3 stycznia 1987  | 3 stycznia 2005  | Partia Demokratyczna                                                        | Reelekcja w 1992                                                                    | |
| 14    | Tom Daschle          | 20              | 3 stycznia 1987  | 3 stycznia 2005  | Partia Demokratyczna                                                        | Reelekcja w 1998 Przegrał wybory w 2004                                             | |
| 15    | John Thune           |                 | 3 stycznia 2005  | nadal            | Partia Republikańska                                                        | 21                                                                                  | Wybrany w 2004 |
| 15    | John Thune           | 22              | 3 stycznia 2005  | nadal            | Partia Republikańska                                                        | Reelekcja w 2010                                                                    | |
| 15    | John Thune           | 23              | 3 stycznia 2005  | nadal            | Partia Republikańska                                                        | Reelekcja w 2016                                                                    | |
| 15    | John Thune           | 24              | 3 stycznia 2005  | nadal            | Partia Republikańska                                                        | Reelekcja w 2022                                                                    | |